# 청송 망미정
망미정은 대한민국 경상북도 청송군 청송읍 월막리에 있다. 2009년 9월 1일 청송군의 문화유산 제15호로 지정되었다.

## 개요
용전천변에 1899년 청송부사 장승원이 건립한 정자이다.